# Mellan-Håtjärnen
Mellan-Håtjärnen är en sjö i Ånge kommun i Medelpad och ingår i Ljungans huvudavrinningsområde.